# Kiuchi Brewery

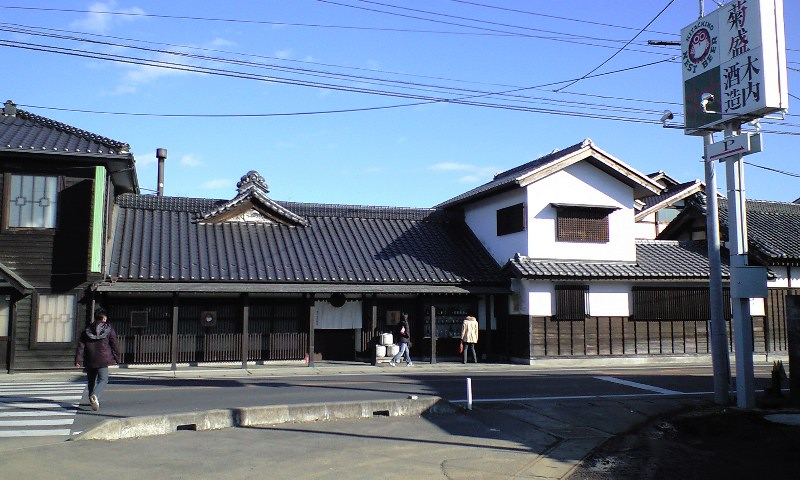
Kiuchi Sake Brewery Membre Ibaraki Pref Japon

La Kiuchi Brewery (木内酒造) est une brasserie japonaise située à Naka, dans la préfecture d'Ibaraki. Cette brasserie fondée en 1823 produit de la bière, du saké et du shochu. La brasserie produit des bières à la mode européenne et d'autres plus traditionnelles dont la bière Hitachino Nest XH maturée dans les fûts qui servent au shochu.

## Bières
Bières nommées Hitachino Nest:
- Hitachino Nest XH (bière dont le gout est voisin des bières belges fortes)
- Hitachino Nest Amber Ale
- Hitachino Nest Espresso Stout
- Hitachino Nest Lacto Sweet Stout
- Hitachino Nest White Ale
- Hitachino Nest Red Rice

Autres bières:
- Bière du réveillon de Noël (bière ale avec ajout d'épices)
- Bière Ginger Ale
- Une Weizenbier
- India Pale Ale

## Saké
- Gekkakow
- Kurakagami
- Kurahibiki
- Kurashizuku
- Asamurasaki
- Taruzake

## Shochu
- Kiuchi